# Štefan Ambrózy-Migazzi

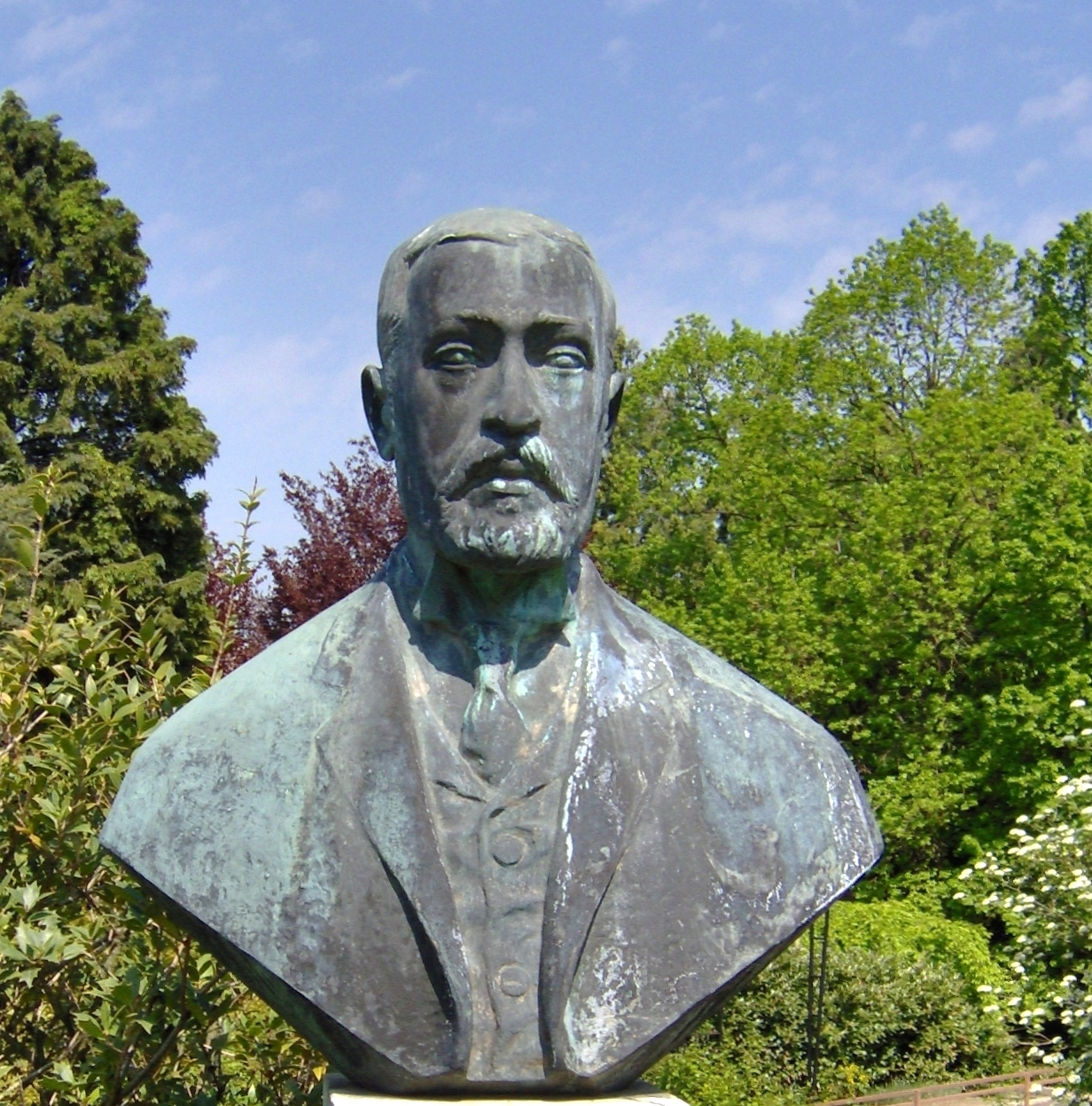
Dr. Štefan Ambrózy-Migazzi

Dr. Štefan Ambrózy-Migazzi (5. března 1869, Nice, Francie - 31. srpna 1933, Tana, Maďarsko) byl dendrolog, zakladatel a mecenáš arboreta v Mlyňanech na Slovensku.

## Život
Pocházel ze šlechtického rodu Erdődy, studoval práva ve Vídni a Budapešti. Od mládí měl zálibu ve dřevinách, která se prohlubovala při cestách po jižní Evropě. V roce 1892 se oženil s Antonií Migazziovou, čímž získal velkostatek v Mlyňanech. K němu přikoupil dubovo-habrový lesík, na jehož okraji nechal koncem 19. století vystavět zámeček a na ploše 40 ha vysázet park především z cizokrajných dřevin ze Severní Ameriky a východní Asie. Zajímal se především o stálozelené dřeviny a jejich aklimatizaci ve středoevropských podmínkách. V roce 1914 opustil Mlyňany a odstěhoval se k matce do obce Tana v Maďarsku. V roce 1922 v blízké obci Kám založil arboretum Jeli, kde vedle dřevin pěstoval také cibuloviny a jiné trvalky. Pohřben je v blízkosti tohoto arboreta na místě, které si sám vybral.

## Dílo
- 1913 Immer- und wintergrüne Laubgehölze (Stálozelené a zimozelené listnaté dřeviny)
- 1921 Aus meiner Malonyaner Werkstatt (Z mojí mlynianské dílny) [1]